# Els vint-i-vuit guàrdies de la divisió de Panfílov
Els vint-i-vuit guàrdies de la divisió de Panfílov (en rus: Двадцать восемь гвардейцев дивизии Панфилова), comunament coneguts simplement com els vint-i-vuit guàrdies de Panfílov), o els soldats de la Guàrdia de Panfílov de la 316a divisió de fusellers de l'Exèrcit Roig que va participar en la batalla de Moscou de 1941 a 1942 durant la Segona Guerra Mundial. Segons la història oficial soviètica (posteriorment es va demostrar que era falsa) tots van resultar morts en acció el 16 de novembre de 1941, després de destruir 18 tancs alemanys i aturar l'atac enemic; els Vint-i-vuit van rebre col·lectivament el títol d'Heroi de la Unió Soviètica.
Una investigació de les autoritats soviètiques, realitzada l'any 1948 i desclassificada des de llavors, va revelar la història dels homes com una invenció. Ni els documents operatius alemanys ni els soviètics van confirmar les baixes alemanyes reclamades, i els alemanys van complir els objectius del seu dia molt abans del final del dia. A més, no tots els vint-i-vuit van ser morts: sis dels soldats havien sobreviscut i encara estaven vius. Un d'ells va ser detingut l'any 1947 acusat d'alta traïció i va confessar haver-se lliurat "voluntàriament" a les tropes alemanyes i haver-se incorporat posteriorment a una policia alemanya. Les troballes es van mantenir en secret; els vint-i-vuit guàrdies van continuar sent herois nacionals.

## El combat

### Fons
El 30 de setembre de 1941, la Wehrmacht va iniciar la seva ofensiva a Moscou. A mitjans de novembre, les unitats alemanyes estaven a només 100 quilòmetres de la capital de l'URSS.
La 316a Divisió de Fusellers de l'Exèrcit Roig, una formació que consistia principalment en reclutes de les repúbliques soviètiques kazakh i kirguis, comandada pel general Ivan Panfílov, formava part del 16è Exèrcit (Front Occidental) de Konstantin Rokossovsky. La divisió es va comprometre en un fort combat l'octubre de 1941 a l'oest de Volokolamsk, frenant l'ofensiva alemanya sobre Moscou. La divisió va patir nombroses baixes però va mostrar una moral alta i bones qualitats de lluita. El general Júkov, el comandant del front occidental, va recomanar que la divisió rebés el títol de Divisió de la Guàrdia i l'orde de la Bandera Roja per la seva actuació en les batalles del 20 al 27 d'octubre. A finals d'octubre, la 316a divisió va ser forçada a sortir de Volokolamsk i va ocupar posicions a l'est de la ciutat. Només dos batallons van quedar al 1075è Regiment de Fusellers després dels combats d'octubre, el 2 i el 3; el 1r batalló fou aniquilat. Es creia que la 4a companyia del 2n batalló també va ser destruïda, per la qual cosa es va tornar a formar, però pocs dies després les restes de la companyia van aconseguir sortir de l'encerclament. La nova 4a companyia (uns 100 homes de l'antic 1r batalló) es va fusionar amb l'antiga (uns 30 homes). El capità Gundilovitx va seguir sent el seu comandant i Vasily Klochkov el seu politruk.

### La batalla de Dubosekovo

El trencament de les tropes alemanyes a Volokolamsk. Les fletxes vermelles i blaves van marcar, respectivament, l'avenç dels 1r i 2n grups de combat de la 2a Divisió Panzer. La línia de punts indica la línia frontal aproximada: rosa: la posició inicial; morat: després de les batalles del 16 de novembre; blau: després de les batalles del 17 de novembre.

El matí del 16 de novembre, les posicions del 1075è Regiment prop de la petita estació de ferrocarril de Dubosekovo (cicle de creuament, literalment raz'yezd) van ser atacades per unitats de la 2a Divisió Panzer. Els alemanys van formar tres grups de combat (Kampfgruppen) a la típica manera Panzerwaffe. A través de la terra gelada, dos d'ells van maniobrar i van atacar les posicions febles del flanc esquerre del 1075è regiment. A les 10 del matí (hora de Moscou) ja es van apoderar dels pobles de Petelino i Nelidovo i van passar per alt l'estació de Dubosekovo. No es van trobar mencions als documents operatius sobre pèrdues de tancs importants o una resistència extremadament tossuda en aquesta zona. En la batalla següent, els Kampfgruppen van avançar més al nord, el 1075è Regiment va ser aclaparat i obligat a retirar-se de les seves posicions. En un testimoni posterior, el comandant del 1075, el coronel Ilya Kaprov, va dir que la seva unitat estava compromesa amb tancs alemanys i que la 4a companyia del seu 2n batalló, comandada pel capità Pavel Gundilovitx, va patir més d'un centenar de baixes en la lluita contra ells i, tot i així, va aconseguir per destruir alguns tancs. Dubosekovo va ser ocupada pels alemanys fins al 20 de desembre.

## Glorificació

### Articles delKrasnaya Zvezda
El 24 de novembre de 1941, Vasily Koroteev, un reporter de guerra del diari Kràsnaia Zvezdà de l'Exèrcit Roig, va viatjar a la seu del 16è Exèrcit per entrevistar a Rokossovsky. Mentre estava al lloc de comandament, es va trobar amb el comissari Serguei Egorov, l'oficial polític en cap de la 8a Divisió Panfílov de la Guàrdia, el nou nom de la 316a Divisió, que es va concedir per honrar la memòria del seu general al comandament, que va ser mort en acció el 18 de novembre. Egorov va dir al periodista d'un grup de soldats que, davant de 54 tancs alemanys, van lluitar fins al final i van disparar dos dels seus que volien rendir-se. El comissari ha afegit que no ha estat present a l'acte i n'ha tingut notícies d'un altre responsable polític. Va recomanar que Koroteev escrigués sobre això al diari.
L'article, titulat Els Guàrdies de Panfílov a la batalla de Moscou, es va publicar al Kràsnaia Zvezdà el 27 de novembre amb la signatura "Front Oest, 26 de novembre (Per telègraf del nostre corresponsal)". L'informe parlava de la contribució de la Divisió Panfílov als combats i esmentava que "Un grup de soldats de la 5a companyia... va ser atacat per una columna de 54 tancs enemics, però no es van retirar", i va afegir que un comissari anomenat Diev va dirigir el soldats fins que tots havien estat assassinats, però van aconseguir mantenir la posició davant l'atac del tanc. Aleshores, el seu regiment va venir al rescat i va rebutjar l'atac del regiment d'infanteria alemany a "la posició del comissari Diev". Koroteev va escriure que l'enemic va patir vuit-centes baixes i va perdre 18 tancs. Koroteev no va mencionar la data o el lloc de la batalla, ni la mida exacta del grup.
L'endemà, el Krasnaya Zvezda va publicar un editorial a la portada del periodista Aleksander Krivitsky sota el títol "La voluntat dels 28 herois caiguts", dedicat únicament a la lluita heroica del grup de Diev, que presentava la mateixa descripció dels fets. Krivitsky va afegir algunes reminiscències històriques i l'eslògan "La Guàrdia mor però no es rendeix!" com a motivació dels soldats. L'hora i el lloc exactes de la batalla encara no es van nomenar, però en aquest article es va informar del nombre d'herois. Segons proves de 1948, l'editor del Kràsnaia Zvezdà, David Ortenberg, va preguntar a Koroteev quants soldats van participar en l'enfrontament. Va respondre arbitràriament que la companyia estava incompleta i que probablement hi havia trenta homes, inclosos dos traïdors que es volien rendir, arribant així al número vint-i-vuit. Ortenberg va decidir que dos aspirants a desertors eren massa, va reduir el seu nombre a un i va passar aquesta informació a Krivitsky.

### La missió Krivitsky
El primer article va rebre una resposta positiva dels líders soviètics, inclòs el mateix Stalin, però calia identificar els noms dels herois caiguts. Krivitski va visitar la 8a Divisió de Guàrdia i va intentar trobar testimonis de la lluita. Va descobrir que ningú no podia identificar al "comissar Diev", i el coronel Kaprov li va dir que mai havia sentit parlar de l'acció dels "28 Guàrdies". Malgrat això, el 22 de gener de 1942 Krivitski va publicar un altre article al Krasnaya Zvezda, en què va canviar "5a companyia" per "4a" i va convertir el comissari Vasili Klotxkov en l'heroi principal. Krivitski també va declarar que "Diev" era un sobrenom de Klotxkov, encara que els sobrenoms mai es van utilitzar en els informes de l'Exèrcit Roig. Les últimes paraules de Klòtxkov a l'article van ser: "Rússia és una terra immensa, però no hi ha on retirar-se: Moscou està darrere nostre!"
El segon heroi més important de l'article va ser el sergent Dobrobabin. Tot el grup s'anomenava "Unitat del sergent Dobrobabin" i suposadament va comandar el primer enfrontament amb la infanteria enemiga pel seu compte. De fet, Dobrobabin només comandava un esquadró de l'esquadra de rifles i hi havia un home de rang superior, el sergent d'estat major Gavriil Mitin, entre els "28 Guàrdies".
En un article del 22 de gener, Krivitski va indicar per primera vegada l'hora i el lloc exactes de l'acció: el 16 de novembre, a l'estació de Dubosekovo, al flanc esquerre del 1075è Regiment. Ara els historiadors soviètics es van veure obligats a buscar-hi rastres de la gesta, mentre que els documents dibuixaven el quadre contrari: el ràpid avanç dels alemanys. De fet, els combats dels dies següents es van fer molt més durs per a la 2a Divisió Panzer, i el 18 de novembre es van mantenir a 25 quilòmetres de l'objectiu marcat per a aquell dia. Segons l'article, els guàrdies van matar 70 "metralladors" enemics i van destruir 18 tancs amb els seus rifles antitanc, granades i còctels molotov. L'article afirmava que l'últim supervivent del grup, el soldat Ivan Natarov, va descriure les seves gestes poc abans de morir a causa de les seves ferides en un hospital de campanya. A més s'hi van enumerar els noms dels morts. Els noms no es coneixien de manera fiable: o bé aquests noms els va dir a Krivitski el comandant de la 4a companyia, Gundilovitx, tal com els recordava, o bé es van extreure d'algunes llistes de morts i perduts en acció al voltant de la data del 16 de novembre. El capità Gundilovitx va ser mort en acció l'abril de 1942, per la qual cosa no va poder comentar el testimoni de Krivitski, Kujebergenov, Dobrobabin i altres. Durant l'hivern, només es van trobar tres cossos prop de l'estació de Dubosekovo.
La història dels vint-i-vuit va guanyar una àmplia publicitat. El març de 1942, Nikolai Tíkhonov va escriure un poema titulat "Un vers per als vint-i-vuit guàrdies". Altres autors van seguir el mateix i es van publicar diverses obres literàries sobre la batalla de Dubosekovo. En conseqüència, els Guàrdies es van convertir en herois famosos a tota la Unió Soviètica.

## "Els vint-i-vuit guàrdies de Panfílov" a l'època soviètica

### Detenció de Kujebergenov
El maig de 1942, la NKVD va arrestar un soldat del Front Occidental, Danil Kujebergenov, per presumptament "entregar-se a l'enemic" intentant rendir-se. Quan va ser interrogat, el sospitós va afirmar que era el mateix Danil Kujebergenov que figurava com un dels vint-i-vuit guàrdies. La NKVD va descobrir que efectivament servia a la 4a Companyia del 2n Batalló del 1075è Regiment. Kujebergenov va afirmar que durant el 16 de novembre va quedar inconscient per una explosió i va ser recollit per un destacament d'enterrament alemany que va suposar que estava mort. Més tard va aconseguir escapar i es va unir a la divisió de cavalleria del general Dovator. L'home va ser reconegut posteriorment per altres participants com un dels soldats a Dubosekovo. La NKVD va obligar Kujebergenov a signar una confessió en la qual declarava haver estat un imitador que mai va estar present a la zona de la batalla i va basar les seves afirmacions en material recollit dels diaris. El comissari Muhamediarov va escriure una carta en la qual afirmava haver atribuït erròniament a Danil Kujebergenov com un dels guàrdies en comptes d'un altre soldat, Askar Kujebergenov, que des d'aleshores figurava entre els vint-i-vuit a les publicacions oficials. Segons els registres de la divisió, un soldat amb aquest nom s'hi va unir durant el gener de 1942 i va ser assassinat poc després. Danil Kujebergenov va ser empresonat acusat de suplantació d'identitat i covardia i més tard enviat a un batalló penal. Els seus antecedents penals com a "traïdor a la Pàtria" mai van ser esborrats.
El 21 de juliol de 1942, tots els Guàrdies van rebre a títol pòstum el títol d'Heroi de la Unió Soviètica.

### L'informe Afanasiev
El novembre de 1947, la Fiscalia Militar de Kharkov va arrestar Ivan Dobrobabin, un resident de la ciutat kirguisa de Kant, sota sospita de col·laboració amb l'enemic. Dobrobabin va dir als investigadors que era un dels guàrdies de Panfílov. La seva afirmació va ser verificada; de fet, era el mateix Ivan Dobrobabin que figurava com un dels morts a Dubosekovo. Dobrobabin va afirmar que durant l'enfrontament del 16 de novembre, va ser capturat pels alemanys però va aconseguir escapar. Després va decidir tornar a la seva ciutat natal de Perekop, a Ucraïna, que estava sota ocupació alemanya. Allà, Dobrobabin es va unir a la Hilfspolizei local i va ser nomenat el seu cap. Va ser acusat de participar en activitats antipartisanes i d'ajudar a la deportació de treballadors forçats a Alemanya. El 1944, quan la derrota alemanya era imminent, va fugir del seu poble i es va tornar a allistar a l'Exèrcit Roig. Dobrobabin va ser condemnat i enviat a quinze anys de presó.
L'afer Dobrobabin va portar a una investigació oficial de la història dels guàrdies de Panfílov. Un jutge militar, el tinent general Nikolai Afanasiev, va supervisar el procés. Quan va entrevistar a Kaprov, el coronel li va dir que, tot i que a Dubosekovo van tenir lloc grans combats, els guàrdies no van realitzar els fets que els atribuïa la premsa. Quan se li va preguntar, KrivitskI va admetre que va inventar la majoria dels detalls que es van publicar als seus articles, incloses les famoses últimes paraules de Klochkov i la història de Natarov moribund; documents de l'estat major del 1075è Regiment van revelar més tard que Ivan Natarov va ser mort dos dies abans de la batalla. Ortenberg i Koroteev van dir al jutge que el seu principal motiu era augmentar la moral de les tropes soviètiques i per això van publicar la història d'Egorov.
A més de Kujubergenov, que la investigació va confirmar que era un dels Vint-i-vuit, i Dobrobabin, altres quatre guàrdies supervivents van ser localitzats per la comissió: Grigori Xemiakin i Illarion Vasiliev van resultar ferits greument l'incident del 16 de novembre i evacuats als hospitals; Dmitri Timofeev i Ivan Xadrin van ser fets presoners però finalment van ser repatriats a la Unió Soviètica. En el seu informe, presentat al fiscal general de la Unió Soviètica el 10 de maig de 1948 i passat a Iòsif Stalin i Andrei Jdànov, Afanàsyev va concloure que l'última resistència dels guàrdies de Panfílov "no es va produir. Va ser una pura fantasia."

### Època de postguerra

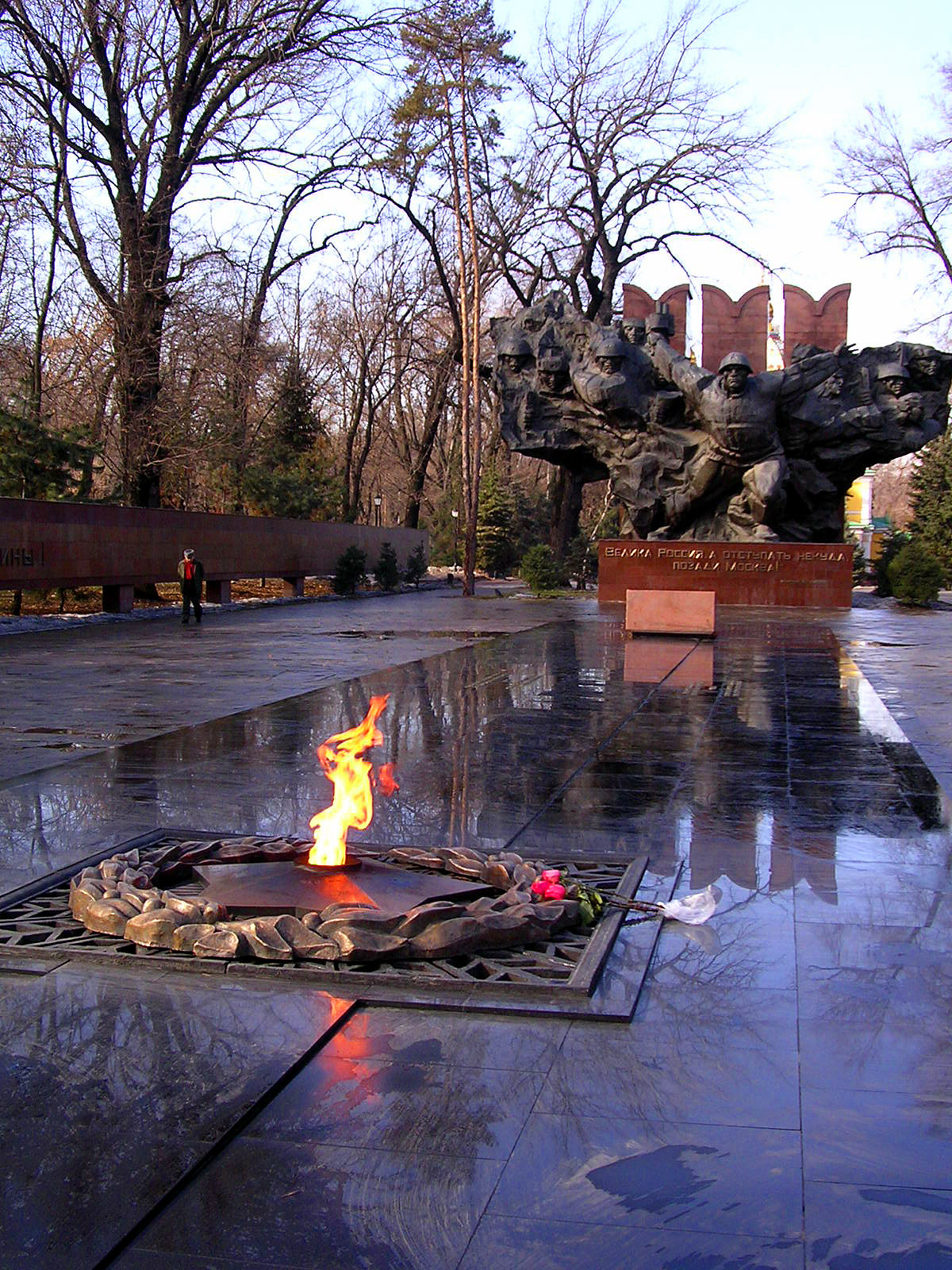
Monument als vint-i-vuit guàrdies a Almati

Malgrat l'informe Afanasiev, es va respectar la versió dels esdeveniments en temps de guerra. Es van construir monuments commemoratius als herois caiguts a tota la Unió Soviètica, incloses cinc estàtues de 12 metres d'alçada prop del lloc de la batalla i el parc dels vint-i-vuit guàrdies a Alma Ata (Almati). L'himne municipal de Moscoufa una referència als "vint-i-vuit fills valents" de la ciutat. Alguns historiadors militars soviètics van intentar conciliar "la gesta dels 28" amb els fets coneguts sobre el curs real de les hostilitats. Així, a la "Història de la Gran Guerra Patriòtica" oficial de sis volums de Pospelov es va afirmar que "28 herois" formaven part del 1077è Regiment. Aquest regiment es va mantenir en la batalla del 16 de novembre, però aquestes posicions estaven a 20 quilòmetres de l'estació de Dubosekovo.
El 1966, la popular revista literària soviètica Novyi mir va publicar un article titulat "Легенды и факты" ("Llegendes i fets") de V. Kardin. Es van plantejar algunes preguntes serioses sobre Krivitsky i la versió canonitzada dels "28 herois". Kadrin va nomenar diversos supervivents i va preguntar per què no s'han fet més estudis. Aquests pensaments van ser rebutjats personalment per Leonid Brèjnev, cap d'estat de la Unió Soviètica: "Alguns dels nostres autors fins i tot diuen que... no hi havia 28 homes de Panfílov... que aquest fet potser es va inventar, que Klochkov no existia, i tampoc la seva crida "No hi ha enlloc on retrocedir, darrera només tenim Moscou!' Aquestes són calúmnies contra... la història heroica del nostre partit i del poble soviètic."
Durant el període de la Perestroika, l'encara viu Ivan Dobrobabin va demanar la rehabilitació al fiscal general militar, afirmant que mai va fer mal a ningú durant el seu servei a la Hilfspolizei. La petició de Dobrobabin va atreure l'atenció dels mitjans sobre el cas, cosa que va provocar la desclassificació de l'informe Afanasiev.

#### Memorials
- Parc dels 28 Guàrdies de Panfílov, Almati, Kazakhstan
- Memorial dels Guàrdies de Dubosekovo: estàtues de sis figuresde 10 metres.[28]
- Monument als guàrdies de Panfílov, Moscou : era una estàtua, ara un mur[29]

## Rússia contemporània
El juny de 2015, el director de l'Arxiu Estatal de Rússia Sergei Mironenko, citant documents històrics, va declarar públicament que la història era de fet un mite. Va rebre una forta reprovació del ministre de Cultura Vladimir Medinski. Poc després, l'Arxiu va publicar en línia els resultats de la investigació de 1948 dels fiscals militars soviètics, que van concloure que els periodistes del diari militar Kràsnaia Zvezdà havien inventat els detalls de la història. Mironenko va ser posteriorment destituït del seu càrrec. Medinski va afirmar que "És la meva profunda convicció que, fins i tot si aquesta història es va inventar des del principi fins al final... és una llegenda sagrada que és senzillament impossible d'embrutar. I la gent que ho intenta és absolutament un canalla".

## Els vint-i-vuit guàrdies

### Mort en acció
- Nikolai Ananiev (nascut el 19 de novembre de 1912)
- Nikolai Belashev (nascut el 1911)
- Grigory Bezrodnikh (nascut el 1909)
- Yakov Bondarenko (nascut el 1905) – Segons els documents de l'hospital, va ser ferit el 5 de desembre i va morir el 6 de desembre de 1941[32][33][34][35]
- Piotr Dutov (nascut el 6 d'agost de 1916)
- Piotr Emtsov (nascut el 14 de maig de 1909)
- Nursutbai Esebulatov (nascut el 1913)
- Dmitri Kalenik (nascut el 1910)
- Vasily "Diev" Klochkov (nascut el 8 de març de 1911)
- Grigory Konkin (nascut el 1911)
- Alikbai Kosaev (nascut l'11 de maig de 1905)
- Abram Kriuchkov (nascut el 1910)
- Nikolai Maximov (nascut el 5 de juliol de 1911)
- Nikita Mitchenko (nascut el 3 d'abril de 1910)
- Gavril Mitin (nascut el 1908)
- Ivan Moskalenko (nascut el 1912)
- Ivan Natarov (nascut el 1910) – Segons l'informe de combat del 1075è Regiment de Fusellers, va ser mort dos dies abans, el 14 de novembre, juntament amb Dusheinkul Shapokov[1]
- Grigory Petrenko (nascut el 22 de novembre de 1909)
- Musabek Sengirbayev (nascut el 10 de març de 1917)
- Ivan Shepetkov (nascut el 1910)
- Duishenkul Shopokov (nascut el 19 de maig de 1915) – According to the combat report of the 1075th Rifle Regiment he was killed two days before, on 14 de novembre de, along with Ivan Natarov[1]
- Nikolai Trofimov (nascut el 9 de maig de 1915)

### Van sobreviure
- Dimitry Timofeev (5 de febrer de 1907 - 6 de juny de 1950)
- Ilarion Vasilyev (5 de novembre de 1910 - 6 d'octubre de 1969)
- Grigory Shemiakin (25 de desembre de 1906 - 25 d'octubre de 1973)
- Danil Kuzhubergenov (1917 – 1976)
- Ivan Shadrin (de juny de 1913 - 21 d'octubre de 1985)
- Ivan Dobrobabin (21 de juny de 1913 - 19 de desembre de 1996)[36]

## A la cultura popular
- 28 panfilovtsev és una pel·lícula sobre els 28 homes de Panfílov, produïda per Libyan Palette Studios juntament amb Gaijin Entertainment. La pel·lícula, estrenada el 24 de novembre de 2016, va ser parcialment finançada pel crowdfunding.[37]